# Мар'є-Дмитрівка
Мар'є-Дми́трівка — село в Україні, у Девладівській сільській громаді Криворізького району Дніпропетровської області.
Населення — 366 мешканців.

## Географія
Село Мар'є-Дмитрівка знаходиться над річкою Балка Петина, яка через 7 км впадає в річку Саксагань, нижче за течією на відстані 3 км розташоване село Кринички, на протилежному березі — село Зелений Гай. На річці зроблено кілька загат. Через село проходить автомобільна дорога Т 0419.

## Населення

### Мова
Розподіл населення за рідною мовою за даними перепису 2001 року:
| Мова       | Кількість | Відсоток |
| ---------- | --------- | -------- |
| українська | 349       | 95.36%   |
| російська  | 16        | 4.37%    |
| румунська  | 1         | 0.27%    |
| Усього     | 366       | 100%     |

## Об'єкти соціальної сфери
- Школа.
- Дитячий садочок.
- Фельдшерсько-акушерський пункт.
- Клуб.